# Bokeljska mornarica
 Bokeljska mornarica Kotor, Kotorska mornarica ili Bratovštine Svetog Nikole mornara iz Kotora nekada staleška organizacija pomoraca, danas memorijalna organizacija i nevladina neprofitabilna organizacija građana u kojoj se kontinuirano čuva tradicija staleške bratovštine bokeljskih pomoraca, nastale prema tradiciji u Kotoru početkom 9. veka. Prema navodima istoričara (D. Farlati, G. Gelcich, A. Dabinović) osnovana je 13. januar 809. godine u Kotoru. Smatra se da je posle Crkve najstarija institucija u Kotoru, Boki kotorskoj, Crnoj Gori, a najverovatnije i najstarija postojeća pomorska institucija na svetu. Imajući sve ovo u vidu Bokeljska mornarica je 2013. godine valorizovana i zakonom zaštićena kao jedno od 19 nematerijalnih kulturnih dobara Crne Gore. Ujedno je i prvo nematerijalno kulturno dobro koje Crna Gora kandiduje za status svjetske kulturne baštine Uneska.

## Nazivi
Bratovština Svetog Nikole mornara, od 1463. godine  — Plemenito tijelo Bokeljske mornarice (Nobile corpo della Marinerezza Bochese) od 1873. godine —  Bratovština „Bokeljska mornarica Kotor” —   Bokeljska mornarica 809 — Bokeljska mornarica Kotor

## Nematerijalno kulturno nasleđe
Ceneći da je nematerijalna kulturna baština jedan od ključnih faktora prepoznavanja i definisanja kulturnih identiteta Crne Gore, kroz koju se promovišu, održavaju i razvijaju kulturni diverzitet i kreativnost, Ministarstvo kulture je, u saradnji sa Upravom za zaštitu kulturnih dobara i JU Narodni muzej Crne Gore, realizovalo Projekat evidentiranja nematerijalne baštine na teritoriji Crne Gore u okviru Programa zaštite i očuvanja kulturnih dobara za 2012. godinu. Shodno tome Uprava za zaštitu kulturnih dobara je u skladu se Zakonom  („Службени лист Црне Горе“, бр. 49/10, 40/11, 44/17 и 18/1) obrazovala šest stručnih timova,  radi evidentiranja nematerijalne kulturne baštine na teritoriji opština. Jedan od ovih timova  bio je tim za opštine Kotor, Herceg Novi i Tivat.
Na osnovu podataka koje je ovaj tim dostavio Upravi za zaštitu kulturnih dobara iz juna 2019. godine,3 u Registar kulturnih dobara upisana je kao nematerijalno kulturno dobro u Crnoj Gori pod nazivom:
NVO „Bokeljska mornarica 809“, Dom Bokeljske mornarice, Stari grad, Kotor

## Generalije organizacije
Članstvo
Članstvo Bokeljske mornarice Kotor čine:
- redovni članovi,
- članovi aktivnog sastava,
- članovi pomagači,
- zaslužni članovi,
- počasni članovi i počasni oficiri i podoficiri.

Matica i podružnice
Matica organizacije koja se nalazi u Kotoru, a svom sastavu ima dve podružnice:
- Podružnica Tivat i
- Podružnica Herceg Novi.

Grb
Grb Bokeljske mornarice Kotor je istorijski grb grada Kotora sa trakom na kojoj je natpis „Fides et honor“. Zastava je od bele svile, pravougaonog oblika dimenzije 1 x 1,5 m, sa grbom Bokeljske mornarice u sredini.
Himna
Himna Bokeljske mornarice Kotor je muzička kompozicija nepoznatog autora koja se tradicionalno izvodi prilikom plesanja kola Bokeljske mornarice. Njene riječi čini tekst pesme „Pjesan” koju je napisao Pavo Božov Kamenarović krajem 19. veka.
Dan
Za Dan Bokeljske mornarice Kotor proglašen je 26. jun. Taj datum vezuje se za 26. jun 1463. godine, kada je proglašen prvi sačuvani Statut Bratovštine Svetog Nikole mornara iz Kotora,

## Istorija
Preduslovi
Grad Kotor osnovali su  Rimljani u 1. veku u dnu bokokotorskog zaliva, na oko 30 km od otvorenog mora. Do tada je najvažniji grad i luka u Boki bio Risan, koji je pre rimskog osvajanja Boke 168. godine p. n. e., bio prestonica ilirskog kraljevstva.
I dok su nakon varvarske invazije na Boku mnogi okolni antički gradovi, uključujući i Risan, bili srušeni (a njihovo stanovništvo se u 7. veku sklonilo u sigurni Kotor), Kotor je uspešno odolevao varvarima jer su ga Rimljani grad opasali jakim bedemom.
Nakon propasti Zapadnog rimskog carstva 476. godine Kotor i Boka su bili vekovima pod vlašću Istočnog rimskog carstva ili Vizantije. Međutim pod snažnom invazijom Avara i Slovena Vizantija je izgubila kontrolu nad velikim delom Balkana, ali je Kotor i dalje bio slobodan grad. Iako je i dalje bio pod vlašću Vizantije, to je uglavnom formalno, jer se grad izborio za veliki stepen autonomije, pošto je morao da se sam brine za odbranu od čestih napada sa kopna i mora. Za tu namenu Kotor je raspolagao povećom flotom, koja je učestvovala i u operacijama vizantijske flote protiv Arapa kod Dubrovnika 867. godine.
Iako je u srednjem veku često menjao vladare, Kotor je uvek sačuvao visok stepen autonomije. Sredinom 11. veka Kotor sa okolinom postao je sastavni deo prve crnogorske države Duklje, da bi sredinom 12. veka ponovo došao pod vlast Vizantije, i razvijao se kao privredni, kulturni i verski centar, u kome je pomorstvo i trgovina imalo bitnu ulogu.

Veliki značaj kotorske flote je imala i u trgovini kao važnoj funkciji za održavanje u životu ovog izolovanog i utvrđenog grada. 
| „ | Tako se 1155. godine pominju dve kotorske galije, a 1167. godine knezovi Kotora i Omiša koji su potpisali ugovor o miru i slobodnoj trgovini. | ” |

U srednjem veku Kotor je imao katedralu i bio sedište biskupije, a smatra se da je u gradu sa tako jakom flotom postojala i organizacija pomoraca, o čemu govori i njihovo udruženje Bokeljska mornarica osnovano s početaka 9. veka. 
Osnivanje Bokeljske mornarice
Nastanak Bokeljska mornarice i njena viševekovna tradiciju vezuju se za  proslavu Svetog Trifuna kada je u Kotor donošena relikvija svetoga mučenika Trifuna, iz Carigrada 13. januara 809. godine, koju su Kotorani otkupili od mletačkih trgovaca. Preuzimanjem relikvije u kome su učestvovali kotorski mornari smatra se i činom preuzimanja moći Svetog Trifuna, koji je time postao zaštitnikom grada Kotora i bratovštine kotorskih mornara.
Naime relikvija je pukim slučajem dospela u Kotor, kada je jedan mletački brod brod ploveći iz Carigrada za Veneciju, upao u jako nevreme i bio primoran da se skloni u Bokokotorski zaliv.
| „ | Ugledni Kotoranin Andreaci Saracenis je od mletačkih trgovaca otkupio relikvije sveca, a odred pomoraca koji je pratio relikvije tom prilikom je postao jezgro bratovštine koja se danas naziva Bokeljska mornarica. | ” |

Posle izvesnog vremena on je u Kotoru je sagradio crkvu posvećenu Svetom Trifunu,   koju spominje car Konstantin VII Porfirogenit u „De administrando imperio“, u kojoj je čuvana relikvija posvećena ovom svecu. Tako je zahvaljući Andreciju Saracenisu nastalo prvo književno delo u Crnoj Gori, u kome je, pored ostalog, opisuje i čin prenos svečevog tela.
Kada je Sveti Trifun i zvanično proglašen za zaštitnik Kotora, na mestu prvobitne crkve iz 6. veka sagrađena je 1166. godine nova romanička katedrala, u kojoj je bilo i sedište biskupije Kotor.
Bratovštine kotorskih mornare je u 12. veku poprimila izrazito vojni značaj, a od sredine 13. veka postala je staleška organizacijom bokeljskih pomoraca.

## Bokeljska mornarica u ranom srednjem veku
Posle pada Zapadnog rimskog carstva 476. godine Kotor i Boka su bili vekovima pod vlašću Istočnog rimskog carstva, ili  kasnije Vizantije, sve do prodora Avara i Slovena, kada je Vizantija izgubio kontrolu nad velikim delom Balkana, tako da su  samo neka primorski  gradovi ostali pod njenom jurisdikcijom. Među tim dobro utvrđenim gradovima bio je i Kotor. Vlast Vizantije je bila uglavnom formalna i grad je imao veliki stepen autonomije, a morao se sam brinuti i za odbranu od čestih napada sa kopna i mora, a u njemu je bilo i sedište biskupije, a raspolagao je i flotom. Spominje se učešće kotorskih brodova u operacijama vizantijske flote protiv Arapa kod Dubrovnika 867. godine a pomorska trgovina je imala značajnu funkciju u životu grada, što govori da je postojanje organizacije pomoraca u ovom gradu bila viševekovna tradicija.
Sredinom 11. veka Kotor sa okolinom postaje sastavni dio prve crnogorske države Duklje,, da bi sredinom 12. veka ponovo došao pod vlast Vizantije, u kojoj je nastavio da se razvija  kao privredni, kulturni, verski  i pomorski centar.  U 1155. godine pominju se dve kotorske galije, a 1167. godine knezovi Kotora i Omiša su potpisali ugovor o miru i slobodnoj trgovini. U toku 12 veka potpisani su slični ugovori Kotora sa više gradova na obe obale Jadranskog mora.

## Bokeljska mornarica u kasnom srednjem veku
Kada je Srpske država (Raške) u 12. veku osvojila Duklju Kotorski plemići su obavljali značajne funkcije na srpskom dvoru, pa su tako trgovci kontrolisali veliki deo srpske trgovine a sam Kotor je dobio mnoge privilegije od srpskih vladara, i imao veliku autonomiju (plemstvo, gradsku upravu, statut i sudstvo kao drugi važni gradovi na Jadranskoj obali).
U tom razdoblju pored pomorstva i trgovine razvijali su se brojni zanati i postojale su mnoge bratovštine koje su okupljale građane. Među tim bratovštinama bratovština pomoraca je bila najvažnija. Prema sačuvanim podacija iz 1353. godine ova bratovština, pod nazivom „Pobožno društvo kotorskih pomoraca“ (Pia sodalitas naviculatorum Catharensium), poklonila svoju crkvu svetoga Nikole van zidina Kotora franjevačkom redu. Ona je imala religiozni i svjetovni karakter, svetac zaštitnik je bio sveti Nikola, okupljala je pomorce, štitila njihove interese, prenosila znanje i iskustvo članovima, brinula se o njihovim problemima. Prema brojnim indicijama, u to vrijeme je bratovština pomoraca imala svoj statut koji nije sačuvan.
Kada je Srpska država zapala u krizu poslije smrti cara Dušana 1355. godine, Zeta se osamostalila 1360. godine pod dinastijom Balšića, Kotor je priznavao vlast Srbije sve do 1371. godine, kada je dobio zaštitu hrvatsko-ugarskog kralja. Zbog ovakvog stava Kotor je bio često napadan od strane Balšića, Dubrovnika i drugih suseda, da bi ga 1378. godine napala i opljačkala mletačka flota.
Od 1384. do 1391. godine Kotor je bio pod zaštitom bosanskog kralja Tvrtka I, a od 1391. godine postao je nezavisan.
Nestabilne prilike na Balkanu i prodor Turaka stalno su narušavale bezbednost i trgovinu i Kotor je zatražio zaštitnu moćne Mletačke republike, ali je ona ovaj zahtev Kotora odbijala sedam puta, sve dok ga nije prihvatila 1420. godine.

## Bokeljska mornarica u novom veku
Od 1420. godine počinje period mletačke vladavine Kotorom koji je trajao do 1797. godine, koji je bio i najvažniji deo istorije Bokeljske mornarice. Iz tog perioda datira najstariji sačuvani statut ovog udruženja, na italijanskom jeziku, donet 1463. godine, u kome se ona zvala Kotorske bratovštine Svetog Nikole mornara (Fraternitas Divi Nicolai marinariorum de Catharo).
Iako je u Kotoru postojao veći broj strukovnih bratovština Bokeljske  mornarica je bila najvažnija, jer je i pomorstvo bilo najvažnija privredna djelatnost u Kotoru. Venecija je svesrdno podržavala sve bratovštine u Kotoru da ne bi potpuno pale u crkvene ruke i izbegle svetovnu jurisdikciju. Na taj bi se način i imovina gomilala u crkvenim rukama. Dokle god su bratovštine bile javne ustanove, koje su služile i kao fondovi u kojima su se skupljali oporuke i legati i koji su služili kao Monti di Pietà, država ih je podržavala  (npr. u Veneciji je od 14. i 15. veka državna supervizija bratovština podrazumijevala da se njihova pravila standardizuju i da se delomično transformišu u javne ustanove sa svojim ulogama javne dobrotvornosti, da bi bile protivteža plemstvu i Crkvi.
Pored verskih, ekonomskih, obrazovnih i humanitarnih funkcija (npr podrška članovima i njihovim porodicama poput novčane pomoći kod bolesti u porodici, pomoći pri ukopu, pri osiguranju miraza i sl.) Mornarica je u 15. veku dobila i vojnu funkciju i vojnu organizaciju, sa zadatkom da brani grad, zaliv, obalu i da učestvuje u sastavu mletačke flote u  ratovima i bitkama na Jadranskom moru i u Mediteranu.  
Jedna od najvećih pomorskih bitaka u istoriji, bitka kod Lepanta (današnjeg Naupakta u Grčkoj), odigrala se 7. oktobra 1571. godine i po mišljenju mnogih istoričara imala je presudan uticaj na dalju političku istoriju Mediterana. Bitka se vodila između pomorskih snaga dve najjače flote tog vremena – flote Svete lige, koju su sačinjavale udružene snage Venecije, Španije, Papske države i nekih italijanskih gradova-država, i flote Otomanskog carstva. O jačini i odnosu pomorskih snaga govore ovi podaci:  
- na strani Svete lige učestvovalo je 209 galija, 6 galeaca i 28 transportnih brodova, sa posadom od 80.000 ljudi, od kojih 30.000 vojnika,
- na strani otomanska mornarica nalazilo se 221 galijea, 38 galeaca i 18 fusta, sa 41.000 veslača, 13.000 mornara i 34.000 odabranih vojnika (uglavnom janjičara).[12]

U Lepantskoj bici učestvovala je i kotorska galija „San Trifone di Cattaro“ („Sveti Tripun kotorski“), u sastavu flote mletačkog admirala Barbariga, po redu 42. na desnom krilu. Posadu je činilo oko 200 Bokelja iz Kotora, Perasta, Stoliva, Grblja, Krtola, Luštice i drugih mjesta Boke i primorja, predvođenih zapovjednikom Jeronimom Bizantijem, potomkom slavne kotorske plemićke porodice Bizanti, koja je dala brojne vojskovođe i pomorce. Flota Svete lige u toj bici izgubila je ukupno 15 galija, od čega su četiri bile sa istočne obale Jadrana: kotorska, rabska, trogirska i creska. Turci su izgubili skoro sve svoje brodove (175 potopljenih i 12 zarobljenih galija) i imali oko 20.000 mrtvih i zarobljenih.
Kao nagradu za pokazano junaštvo Mornarica je dobila od Venecije brojne privilegije; među njima je bilo i preuzimanje vlasti u Kotoru na tri dana prilikom proslave svetoga Tripuna, koju je Mornarica organizovala, kao i oslobađanje osuđenika.
U toku 17. veka  Bokelji su učestvovali u nekoliko mletačkih ratova protiv Osmanskog carstva (Kandijskom i  Morejskom ratu) kao i u stalnim borbama protiv gusara. U tom periodu  Prčanj je  dobio  status pomorskog naselja od Mletačke republike 1625. godine, zbog zasluga u organizovanju prevoza državne pošte svojim brodovima između Kotora i Venecije i brojnih podviga u borbi sa Turcima i gusarima. U toku 17. veka tri Prčanjanina, zbog velikih zasluga u u ratnim i pomorskim poduhvatima bili su admirali Bokeljske mornarice: Ivan Lazari  (1630–1631), Tripo Luković (1652–1656) i Luka Lazari (1668–1671). Pored njih i mnogi drugi Bokelji  stekli su velike posleratne zasluge.

## Bokeljska mornarica u savremenom dobu
Zbog svog velikog nacionalnog značaja u ovom istorijskom razdoblju rad Bokeljske mornarice je često bio zabranjivan.
- Francuzi su u vreme Napoleonovih osvajanja zabranili njen rad, jer im se oštro zamerila oružanim otporom.
- Austrijanci su zabranu rada izdali u dva navrata, jer je Bokeljske mornarice je imala značajan uticaj i na revolucionarne ustanke 1848, 1869 i 1882 godine koji su izbijali u pojedinim krajevima Boke i koji su se bez sumnje odvijali uz njenu materijalnu pomoć, ili pomoć njenih članova.

### Bokeljska mornarica u Velikom ratu
Tokom Velikog rata, Bokokotorski zaliv je bio pod okupacijom. Rad Bokeljske mornarice je bio zabranjen.  Međutim i pored toga  u Boki je u februaru 1918. godine na 40 ratnih brodova austrougarske mornarice izbio najveći ustanak mornara. Među posadom tih brodova bili su i mnogi mornari iz Boke.

### Bokeljska mornarica u Kraljevini Jugoslaviji
Po završetku Velikog rata pokrenuta je inicijativa, za njeno obnavljanje, donošenjem statuta iz 1935. godine, koji je pored ostalog predviđao da se Mornarica angažuje i u rešavanju socijalnih problema pomoraca i u obnovi i unapređenju pomorstva Boke.
U periodu Kraljevine Jugoslavije u Boki je osnovano nekoliko brodarskih preduzeća od kojih je bila najznačajnija „Zetska plovidba“, u čijem sastavu si bili i mnogi članovi Bokeljske mornarice.

#### Osnivanje pomorskog muzeja
Jedna od značajnih aktivnosti društva odvijala se 1938. godine kada je u palati Grgurina u Kotoru  sakupljena zbirka eksponata Bokeljske mornarice, jezgro budućeg Pomorskog muzeja u Kotoru.
Ideja za osnivanje Pomorskog muzeja u Kotoru potekla je krajem 19. veka od članova Bokeljske mornarice okupljenih oko „Plemenitog tela Bokeljske Mornarice u Kotoru“  koji su na jednom od svojih sastanaka izrazili želju da formiranju zbirke predmeta od istorijske i kulturne vrednosti koja bi predstavlja začetak pomorske muzeološke delatnosti u Kotoru.

Nakon što su početkom 20. veka članovi Bokeljske mornarice (kao memorijalna institucija), počeli intenzivno da prikuplja predmete koji su bili vezani za prošlost Mornarice i ukupno pomorstvo Boke kotorske, na sednici opštinskog veća 28. januara 1906. godine...
| „ | većnik don Ivan Radimiri, prepozit stolne crkve svetog Tripuna, predložio da se na idućoj sednici Veća stavi na dnevni red imenovanje inicijativnog odbora za osnivanje muzeja u Kotoru što je jednoglasno usvojeno. | ” |

 Iste godine, sledilo je postavljenje većnika Ivana Radimira za predsednika novoosnovanog Bokeljskog starinarskog društva. Međutim njegov rad nije zaživeo sve do stvaranja Pomorskog muzeja 1938. godine godine u palati Grgurina u Kotoru.
Osnivanju Muzeja prethodila je 7. oktobra 1934. godine velika izložba istorijskog blaga u palati Grgurina, u kojoj  će četiri godine kasnije biti osnovan današnji Pomorski muzej u Kotoru. Na izložbi su prikazani redmeti koji su ostali sačuvani nakon Velikog rata (nešto preko 700). Veliki deo tih predmeta pripadao je Bokeljskoj mornarici. Najzaslužniji za realizaciju pomenute izložbe bio je poznati bokeljski rodoljub, Sigismund Sbutega, glavni kućevlasnik reprezentativne palate
Grgurina.
Nakon izložbe iz 1934. godine velikim zalaganjem podadmirala Bokeljske mornarice Rudolfa
Đunija zakupljen je i adaptiran deo prvog sprata u palati Grgurina, sadašnjeg Pomorskog muzeja (do tada Sresko načelstvo). Najveći deo troškova zakupa platilo je tadašnje parobrodarsko društvo „Zetska plovidba“ iz Kotora.
Temelje Pomorskom muzeju Kotoru u predvečerje Drugog svetskog rata 1938. godine na dan Svetog Tripuna, postavio je kotorski zanatlija Josip Jakičević, inače član uprave Bratovštine Bokeljske mornarice u Kotoru, koji je i otpočelo sa sređivanjem muzejske zbirke stare bratovštine pomoraca Kotora i Boke kotorske.

Početkom Drugog svetskog rata italijanska okupaciona vlast ispraznila je palatu Grgurina, i samo  zaslugom tadašnjeg dobrovoljnog kustosa Muzeja, Marka Kurjala sve zbirke su sklonjene i sačuvane od uništenja i otuđenja do oslobođenja Jugoslavije 1945. godine. Kurjela je bio kustos Muzeja sve do njegove smrti 3. februara 1952. godine, koja se dogodila sedam meseci pre zvaničnog otvaranja obnovljenog Pomorskog muzeja 1952. godine. 
| „ | Isključivo zaslugom, Marka Kurjala sačuvan je ogroman fond iz vremena Prvog i Drugog svetskog rata, i kasnije od njega stvorena institucija kakav je Pomorski muzej. | ” |

Nakon smrti Marka Kurjala brigu oko Muzeja preuzeo je Mesni odbor, a kasnije Sreski odbor Kotora, koji je od 1949—1952. godine čitavu, baroknu palata plemićke porodice Grgurina, kompletno restaurirao i adaptirao za potrebe Muzeja.

### Drugi svetski rat
Tokom Drugog svetskog rata, Bokokotorski zaliv je bio pod italijanskom (1941–43) i nemačkom (1943–44.) okupacijom. Bokeljska mornarica je opet bila ukinuta.
Mnogi njeni članovi su učestvovali u Narodno oslobodilačkoj borbi protiv okupatora, a mnogi su nastavili da plove morima sveta, ali na savezničkim brodovima.

## Bokeljska mornarica u 20. veku
Na skupštini održanoj 1964. godine prihvaćen je novi Statut i naziv Društvo Bokeljska mornarica, da bi 1991. godine na skupštini u Kotoru bio prihvaćen Statut koji se vratio izvornim tradicijama Bokeljske mornarice i ozvaničio statut iz 1964. godine kojim je prekinuto službeno učešće u Tripundanskim svečanostima. 

### Hrvatska bratovština Bokeljska mornarica 809.
Prvo Društvo Bokeljska mornarica  u Hrvatskoj osnovana je u Zagrebu, 1956. godine. Desetak godina osnovana su društva u Rijeci i Splitu. Početkom devedesetih godina 20. veka Hrvati koji su pod pritiskom morali napustili Boku osnovali su isto udruženje u Puli i Dubrovniku.
Pod nazivom Hrvatska bratovština Bokeljska mornarica 809. danas ovo društvo u Hrvatskoj baštini tradiciju Bokeljske mornarice. Ono je nastalo 1991. godine, na početku raspada SFR Jugoslavije, u Zagrebu iz nekadašnjeg Društva  Bokeljska mornarica, kao centrala organizacija u Republici Hrvatskoj (sa podružnicama u Puli, Rijeci, Zadru, Splitu i Dubrovniku). Nnjen cilj je da okuplja Bokelje, neguje zavičajne tradicije i sarađuje s društvom u Kotoru i pod zajedničkom krilaticom (lat.Fides et honor! Vera i čast!). Pripadnici pet hrvatskih bratovština Bokeljske mornarice 809. često nastupaju na važnim događanjima i svečanostima u zemlji i izvan nje.
U periodu 1991–2012. godine admiral Mornarice je bio dr Miloš Milošević, istaknuti istoričar, pisac i erudita i u tom periodu, uprkos burnim istorijskim promjenama na ovom prostoru, Mornarica je nastavila da se razvija, organizujući kulturne manifestacije, naučne skupove, izdajući knjige, gostujući u inostranstvu i učestvujući u tradicionalnim svečanostima.

## Bokeljska mornarica u 21. veku
Bokeljska mornarica  je 2009. godine proslavila, zajedno sa Biskupijom, Kotorom i  građanima Crne Gore, 1200 godina od prenosa relikvija svetoga Tripuna u Kotor i od osnivanja bratovštine.
Novi statut  Mornarice donesen je 2016. godine, kada je izabran admiral prof. dr Antun Sbutega i novo rukovodstvo, sa ciljem da i u 21. veku... Drevna bratovština nastavi da čuva i valorizuje tradicije čije su osnovne vrednosti izražene u njenom motu Fides et Honor, Vjera i Čast...koje su doprinela stvaranju materijalnih, kulturnih i duhovnih vrednosti Kotora i Boke...živi i aktivni faktor društvenog i kulturnog života ovog prostora.
Njeni članovi i u 21. veku nose drevne živopisne uniforme i staro oružje, a u statutom predviđenim prilikama, kao što su:
- Proslava svetoga Tripuna (3. februar),
- Dan Mornarice (26. jun),
- Dan Opštine Kotor (21. novembar).

Na ovim svečanim nastupima članovi Bokeljske mornarice plešu svoje drevno kolo, puno verskih i pomorskih simbola, koje su njeni članovi prema tradiciji prvi put plesali 13. januara 809. godine nakon donošenja relikvija svetoga Tripuna u Kotor.

## Izvorna načela Bokeljske mornarice
Bokeljska mornarica nekada a i danas ostala je prepoznatljiva jer je uvek zadržala svoju izvornu i karakterističnu humanitarnu i socijalnu ulogu, uglavnom prepoznatu po:
- Manifestacionoj delatnosti – nastupima na gradskim svečanostima i igranju tradicionalnog kola (na dan proslave zaštitnika grada Svetog Tripuna, 3. februara, ali i na dan Bokeljske mornarice 26 juna.).
- Proučavanju pomorske istorije Boke kotorske i sakupljanju i objavu građe
- Vlastitoj izdavačkoj delatnosti (iako često u vrlo ograničenim tiražima zbog nedovoljnih finansijskih sredstava).
- Doprinosu kulturnom razvoju Kotora, uključujući, i proučavanje sopstvenog razvojnog puta
- Saradnji sa drugim kulturnim institucijama u Crnoj Gori i šire.
- Organizovanju odgovarajućih izložbi, naučnih skupova, tribina i predavanja.

## Organi Bokeljske mornarice Kotor
Organi Bokeljske mornarice Kotor su:
Skupština
Skupština je najviši organ odlučivanja Bokeljske mornarice Kotor, a sačinjavaju je po 20 članova matične organizacije iz Kotora, podružnice Tivat i podružnice Herceg Novi, 3 člana podružnice Beograd i svi članovi Admiralata i Upravnog odbora.
Admiralat
Admiralat sačinjavaju: admiral, viceadmiral, predsjednik Upravnog odbora, majori (bira ih Skupština na prijedlog Upravnog odbora i Admiralata); kapetani, koji su istovremeno i komandiri odreda, ađutant admirala i kolovođa Glavnog odreda (imenuje ih Admiralat); ceremonijal majstor i domaćin. Admiralat obavlja sve poslove koji su u vezi sa aktivnim sastavom Bokeljske mornarice Kotor i one poslove koje odredi Skupština.
Upravni odbor
Upravni odbor sačinjavaju: predsjednik (bira ga Skupština), tri potpredsednika (dva potpredsednika  iz sastava podružnica) koji menjaju predsednika u njegovom odsustvu, sekretar (bira ga Upravni odbor), predsednici podružnica, admiral, domaćin i blagajnik.
Nadzori odbor
Nadzorni odbor se sastoji od tri člana i tri zamenika, koji su dužni da nadziru rad Bokeljske mornarice Kotor i njenih organa, a posebno finansijsko-materijalno poslovanje.
Sud sedmorice
Ovaj sud koji čine: admiral, viceadmiral, prvi major, predsednika Upravnog odbora i predsednik podružnica, rešava sve sporove nastale u Bokeljskoj mornarici Kotor, kao i žalbe i prigovore pojedinih članova zbog nepravilne primene Statuta. Rešenja suda su punovažna i konačna.
Admiral
Admiral Bokeljske mornarice je najveća funkcija u Bokeljskoj Mornarici. Tu čast ali i veliku obavezu ima osoba koja svojim ugledom zauzima značajno mesto u društvu, a koja se, prethodno, bavila nekim ključnim pitanjima prošlosti ili sadašnjosti Mornarice, kako u pomorstvu tako i nekom drugom zanimanju.

## Admirali Bokokotorske mornarice[19]
15. vek
1. Živko Mace (na funkciji od 1440) — prvi poznati lučki kapetan sa titulom admirala u Kotoru
2. Luka Ratković (1453) — koji je kao predstavnik Bratovštine prisustvuje sklapanju ugovora o ustupanju na upotrebu crkve sv. Nikole pomoraca od strane Tripuna Mihailova Buće.
3. Martin Bizanti (1471)
4. Alegreto Nigro (1493) 
16. vek
5. Božo Dentali   (1503) — na predlog admirala Nadala Dentalija povećava se dosadašnja lučka taksa za jednu trećinu, koja će se koristiti za isplatu bubnjara velikih i malih bubnjeva, trubača i stražara kod svečanosti sv. Tripuna.
6. Ivan Beli (1527) — na zahtev Ivana Belija, admirala, sindika i čelnika Bratovštine Svetog Nikole mornara kotorski rektor Moze Venier potvrđuje Matrikulu (Statut).
7. Jakov Belli  (1543)  —  predlaže skupštini Bratovštine izgradnju novog samostana uz crkvu Svetog Križa.
8. Đuro Michieli (1554)
9. Stjepam Michieli (1568)
10. Nikola Ivanov Dentali (1574) — nabavljao je za Bratovštinu neke relikvije, posebno relikvijar desne ruke sv. Nikole.
11. Ivan Dentali (1583) 
17. vek
12. Ivan Lazzari  (1630–1631)
13. Nikola  Dentali  (1632)
14. Đorđe Scura (1644–1652)
15. Tripun Luković  (1652–1656) — rođen je na Prčanju 1585. godine. Svojom fregatom je trideset godina prevozio državnu poštu između Venecije, Zadra, Kotora i Krfa. Više puta je bio napadan od turskih i gusarskih brodova koje je uspijevao da odbije. Kada je jednom bio zarobljen od Turaka uspio je da se sam oslobodi. Za svoje zasluge imenovan je admiralom dukalom Senata Mletačke republike od 5. juna 1652. godine. Podigao je na Prčanju crkvu Gospe od Karmena, u kojoj je i sahranjen 1656. godine.
16. Nikola Kalceta (1656–1661)
17. Luka Lazzari  (1668–1671)
18. Radoslav Rašković (1682)
19. Niko Cuccaracci (1688)
20. Petar  Cuccaracci (1689) 
18. vek
21. Niko Sippci (1724)
22. Ivan Ziffira (1750)
23. Vicko Buccarini  (1750–1795)
24. Antun Rosi (admiral 1795–1806) 
19. vek
25. Niko Ognjenović  (1833–1836) — prvi admiral obnovljene Bokeljske mornarice kao strukovne organizacije bez ikakvih vojnih ingerencija, koje je ukinula Francuska vojna uprava 1807. godine, konfiskujući istovremeno sva njena dobra.
26. Andrija Zakarija Barbetta (1836–1848) —  pre biranja za admirala Bokeljske mornarice vršio dužnost zamenika načelnika (1823–1825) i načelnika Opštine Kotor (1826–1827).
27. Andrija Nikolić (1848–1849) — tokom druge godine njegovog admiralata 1849. godine Austrija je ukinula Bokeljsku mornaricu kao strukovno udruženje pomoraca.
28. Dr Tripo Smeklja, konte (1859) — prvi admiral nakon obnove rada Bokeljske mornarice kao memorijalne organizacije pod imenom „Plemenito tijelo Bokeljske mornarice“, koju je podržavao kotorski biskup Marko Kalogjera (1856–1866).
29. Luka Pezzi (1860–1862)
30. Vitez Niko de Mattei (1862–1878)
31. Konte Marko Luković (1878–1897)
32. Konte Antun Tripun Luković (1897–1911) —  rođen je u Kotoru 1830. godine. Završio je gimnaziju i polagao maturu kao klerik, ali se ukrcao na prčanjski jedrenjak „Slavomir“ i iskrcao u Kardifu (Engleska) i počeo raditi na kopnu. Ubrzo je postao jedan od najvećih privrednika, vlasnik nekoliko rudnika uglja i jedan od najvećih Kotorskih brodovlasnika 19. veka. Bio je potpredsednik trgovačke i industrijske komore u Londonu. Besplatno je ustupio svoju zemlju u Tivtu za gradnju austrijskog pomorskog Arsenala i centralnog parka. Umro je 1911. godine.
20. vek
33. Kap. Bogdan vitez Tripković (1913–1921) — tokom Prvog svetskog rata brodovi Tripkovićeve kompanije bili su konfiskovani za vojne potrebe, ali je krajem rata kompanija nastavila svoj uspešni rad sve do Tripkovićeve iznenadne smrti 1925. godine.
34. Komodor Marko vitez Dabčević (1922–1935) — rođen je u Dobroti 1850. godine. Kao pomorski kapetan, zapovjednik najvećih parobroda „Austrijskog Lloyda“,  1910. godine je zaslužio titulu komodora i kao takav zapovijedao flotom od 103 parobroda društava „Lloyd“, „Tripkovich“ i „Cosulich“, usidrenih u Prokljanskom jezeru kod Šibenika za vrijeme I svjetskog rata. Kako je Trst po Rapalskom ugovoru iz 1920. godine pripao Italiji, vratio se u Dobrotu poslije 50 godina plovljenja i 30 godina zapovijedanja. Bio je predsednik Opštine Dobrota i brojnih kulturnih i nacionalnih društava. Umro je 1945. godine.
35. Prof. dr Karlo Radoničić (1935) — godine 1919. postao je profesor na Medicinskom fakultetu u Zagrebu, gde je osnovao Medicinsku kliniku i bio njen predstojnik. Godine 1921. imenovan je za rektora Sveučilišta i osnovao Studentski dom i Centralnu studentsku menzu. Kao poznati internista čitao je zapažene referate na liječničkim kongresima u Parizu, Pragu, Karlovim Varima i drugdje. Na Karike, 13. januara 1935. godine, bio je izabran za admirala Bokeljske mornarice, ali je već 12. novembra iste godine umro i bio prenesen i sahranjen u Dobroti.
36. Kap. Luka Matović (1936–1938) — tokom Prvog svetskog rata doživeo je torpedovanje kao pilot broda „Bregenz“.
37. Rudolf Giugino (1938–1959)
38.  Akademik prof. dr Vladisla Brajković  (1964–1984) — rođen je 1905. godine u Kninu, a potiče iz stare peraške pomorske porodice. Nakon završene gimnazije u Kotoru upisuje se na Pravni fakultet u Beogradu na kome diplomira 1927. godine Doktorsku disertaciju je odbranio 1933. godine na univerzitetu u Eksan-Provansu u Francuskoj i počeo da radi u Ministarstvu saobraćaja Kraljevine Jugoslavije u Beogradu. Već 1937. godine počinje svoj nastavni rad na Pravnom fakultetu u Subotici, a 1941. godine prelazi na Pravni fakultet Sveučilišta u Zagrebu na kome osniva Katedru za pomorstvo i opšte prometno pravo. U okviru ove katedre započinje svoj uspešni nastavni i naučni rad na području pomorskog prava učestvujući u kodifikaciji domaćeg zakonodavstva, kao i rad na međunarodnoj unifikaciji zakonodavstva u oblasti pomorskog prava. Bio je redovni član Jugoslavenske akademije nauke i umetnosti, član Slovenske akademije nauka i umjetnosti i član Crnogorske akademije nauka i umjetnosti i drugih naučnih društava. Bio je angažovan u osnivanju i radu Jugoslavenskog udruženja za pomorsko pravo u Zagrebu, kome je bio predsjednik od 1954. do 1973. godine, a bio je i potpredsjednik CMI od 1969. do 1973. godine.
21. vek
39.  Dr Miloš Milošević (1991–2012) —  objavio je oko dve stotine istorijskih, pravnih, arhivističkih, bibliotekarskih, književno-istorijskih, istorijsko-umjetničkih i muzikoloških radova u periodici, kao i dvadesetak naučno stručnih-stručnih knjiga. Bio je član tima u pisanju posebnog elaborata za upis istorijskog i geografskog područja Kotora u Listu dobara svjetske prirodne i kulturno-istorijske baštine UNESCO u oktobru 1979. godine i koautor izložbe „Arhiv i nauka“ i niza antologijskih izdanja. Preminuo je 25. aprila 2012. godine u 92. godini života.
40.  Prof. dr Antun Sbutega (2016–) — rođen je u Kotoru 1949 godine. Diplomirao je na Ekonomskom fakultetu Univerziteta u Beogradu, gde je kasnije stekao zvanje magistra sa tezom „Marketing u pomorskom brodarstvu“, i doktora ekonomskih nauka sa tezom „Politika razvoja pomorskog brodarstva Jugoslavije“. Od oktobra 1977. do oktobra 1991. godine radio je na Višoj pomorskoj školi, odnosno Fakultetu za pomorstvo u Kotoru, gdje je u zvanju asistenta, predavača i docenta predavao više ekonomskih predmeta: Ekonomika brodarstva, Ekonomika luka, Ekonomika saobraćaja i Marketing u pomorskom brodarstvu. Zajedno sa porodicom odselio se 1991. godine u Rim, gde i sada živi. Od 1994. do 2007. godine radio je u Kongregaciji za evanđelizaciju naroda (Vatikan), gde se bavio finansiranjem katoličkih misija u svijetu. Od 1. januara 2007. do 30. aprila 2013. obavljao je dužnost ambasadora Crne Gore pri Svetoj Stolici i Suverenom viteškom malteškom redu, a od 16. februara 2015. do penzionisanja, 1. decembra 2017. godine, ambasadora Crne Gore u Republici Italiji i nerezidentnog ambasadora u Republici Malti i Republici San Marino.

## Izdavaštvo
I pored toga što je Bokeljska mornarica u javnosti danas pretežno poznata po svojoj manifestacionoj delatnosti (nastupima na gradskim svečanostima i igranju tradicionalnog kola) ova organizacija je oduvek posvećivala veliku pažnju proučavanju:
- pomorske istorije Boke Kotorske
- kulturnog razvoja Kotora,
- proučavanje sopstvenog razvojnog puta
- aktivnoj saradnja sa drugim kulturnim institucijama, kao i u organizovanju odgovarajućih izložbi i naučnih skupova.

Iz takve delatnosti Mornarice proizašla su kapitalna dela vezana za njenu istoriju, ali i za druge segmente kulturnog života Kotora, koja su publikovana u okviru izdavačke djelatnosti bokeljske mornarice, često u vrlo ograničenim tiražima zbog nedovoljnih finansijskih sredstava.  

### Izdanja Bokeljske mornarice
U neka od najvažnijih izdanja spadaju:
- Dvanaest vjekova Bokeljske mornarice (809–2009), monografija, Podgorica, 2013.
- Dvanaest vjekova Bokeljske mornarice, zbornik radova sa međunarodnog naučnog skupa, Kotor, 2010.
- Luković, don Niko, Prčanj, reprint u izdanju Bokeljske Mornarice 809 – podružnica Beograd, Beograd, 2010.
- XII vjekova Bokeljske mornarice, monografija, Kotor, 1972.
- Milošević, Miloš, Jelena Antović (priređivači), Statut Bratovštine svetog Nikole mornara u Kotoru iz 1463 sa alegatima do 1807. godine, fototipsko izdanje sa prevodima, prepisima i regestima, Kotor, 2009.
- Sbutega, Antun, Bokeljska mornarica, Pomorski muzej Crne Gore, Kotor, 2017.
- Sbutega, Antun, Historija pomorstva Crne Gore u kontekstu jadranskog, mediteranskog i svjetskog pomorstva, Pomorski muzej Crne Gore, Kotor, 2018.

## Lazar Tomanović o Bokeljskoj mornarici
Lazar Tomanović je smatrao da će bokeška mornarica, postavši samostalna, dobiti isključivo karakter srpski umjesto italijanskog, o čemu bi trebao da se stara patriotizam bokeških mornara.

## Napomene
1. ↑  Skupština Bokeljske mornarice Kotor, pored navedenih organa može formirati i ostale odbore, koji mogu biti stalni i privremeni.

## Literatura
- Belan, Anton, Sveti Tripun i njegova katedrala, Turistička naklada, Zagreb, 2011.
- Butorac, Pavao, Boka Kotorska nakon pada Mletačke republike do bečkog Kongresa, 1797–1815, JAZU, Zagreb, 1938.
- Butorac, Pavao, Boka Kotorska u 17 i 18 stoljeću, NIP „Gospa od Škrpjela“, Perast, 2000.
- Butorac, Pavao, Kotor za samovlade, 1355–1420, NIP „Gospa od Škrpjela“, Perast, 1999.
- Butorac, Pavao, Kulturna povijest grada Perasta, NIP „Gospa od Škrpjela“, Perast, 1999.
- Butorac, Pavao, Tripunjdansko kolo, Kotor, 1941.
- Dabinović, St. Anton, Kotor pod mletačkom republikom (1420–1797), Zagreb, 1934.
- Dabinović, St. Anton: Može li se govoriti o kontinuitetu Kotorske Mornarice od 809 do danas?, Godišnjak Pomorskog Muzeja Kotor (GPMK) VIII, Kotor, 1959, str. 11–33.
- Dabinović, Slavko, Bokeljska mornarica 809–2009, Sidrišta zavičaja: zbornik radova, Kotor, 2009.
- Farlati, Daniele, Illyricum sacrum, VI – Ecclesia Ragusina cum suffraganeis, et ecclesia Rhiziniensis et Catharensis, Venecija, 1800.
- Gelcich, Giuseppe, Storia documentata della Marinarezza Bocchese, Dubrovnik, 1889.
- Gelcich, Giuseppe, Bocche di Cattaro, Venezia, 1879.
- Gelcich, Giuseppe, La Marinerezza di Cattaro, Trieste, 1872.
- Gelcich, Giuseppe, Le confraternite laiche i Dalmazia, Ragusa (Dubrovnik), 1885.
- Gelcich, Giuseppe, Memorie storiche sulle Bocche di Cattaro, Zara (Zadar), 1880.
- Gelcich, Giuseppe, Storia documentata della Marinerezza Bocchese, Ragusa (Dubrovnik), 1889.
- Luković, Niko, Postanak i razvitak trgovačke mornarice u Boki Kotorskoj, Beograd, 1930.
- Mijušković, Slavko, Kotorska mornarica, CANU, Podgorica, 1994.
- Mijušković, Slavko, Kotorske galije i njihovi zapovjednici, GPMK XI, Kotor, 1963, str. 75–114.
- Mijušković, Slavko, Kotorski admirali, GPMK XVI, Kotor, 1968, str. 11–61.
- Mijušković, Slavko, Na kojim se osnovama zasniva tvrđenje o postojanju organizacije kotorskih pomoraca već 809. godine, GPMK XIX, Kotor, 1971, str. 2–21.
- Mijušković, Slavko, Osnivanje bratovštine kotorskih pomoraca i njen Statut iz 1463. godine, GPMK XVII, Kotor, 1969, str. 9–41.
- Mijušković, Slavko, Teritorijalna nadležnost Kotorske mornarice, GPMK XVIII, Kotor, 1970, str. 30–31.
- Mijušković, Slavko, Vojna organizacija Bratovštine kotorskih pomorca, GPMK XX, Kotor, 1972, str. 27–39.
- Milošević, Miloš, 530 godina Statuta Bokeljske mornarice, GPMK XLI–XLII, Kotor, 1994, str. 13–28.
- Milošević, Miloš, Kotor, Budva, Bar i Ulcinj (XV–XVIII vijek), Podgorica, 2008.
- Milošević, Miloš, Naselja, kultura stanovanja, društveni život i običaji Boke Kotorske za vrijeme mletačke vladavine (1420–1797), Istorijski zapisi, godina XXX (L), knjiga XXXIX, 1977/1, str. 229–247.
- Milošević, Miloš, Pomorski trgovci, ratnici i mecene, Equilibrium–CID, Beograd–Podgorica, 2003.
- Milošević, Miloš, Proslava Svetoga Tripuna, Kotor, 1995.
- Milošević, Miloš, Rudolf Giunio, admiral Bokeljske mornarice (Prčanj, 1938–1959), GPMK LIV, Kotor, 2006.
- Parall, Jar., Bokeljska Mornarica i Tripundan s prilogom „Život i muka Sv. Tripuna“, Kotor, 1899.
- Parall, Jar., La Marinerezza Bocchese e la festa di San Trifone, Cattaro, 1899.
- Raffaelli, Urbano, Ballo di San Trifone o della Marinerezza di Cattaro, Cattaro, 1844.
- Stjepčević, Ivo, Katedrala Sv. Tripuna u Kotoru, Split, 1938.
- Šegvić, Kerubin, Bokeljska mornarica (prigodom stogodišnjice njenog opstanka), Hrvatsko kolo V, Zagreb, 1909, str. 138–149..
- Šerović, D. Petar, Kotorska mornarica, GPMK VI, Kotor, 1957, str. 5–15.
- Šerović, D. Petar, Sv. Trifun u Kotoru i Bokeljska mornarica, Bratstvo XVIII, Beograd, 1924.
- Vukasović, Mirko, Jedan važan dokument za Bokeljsku mornaricu, GPMK XXIX–XXX, Kotor, 1982, str. 85–88.
- Томановић, Лазар (2007). Путописна проза. Градска библиотека и читаоница Херцег Нови.

## Spoljašnje veze
- Bokeljska mornarica Kotor — na sajtu Bokeljske mornarice Kotor
- Bokeljska mornarica — Hrvatska enciklopedija (језик: хрватски)